# Danh sách nhân vật trong Clannad

Từ trái sang Ryou, Tomoya, Kotomi, Nagisa, Kyou, Tomoyo, heo con Botan và Youhei (đo ván).

Đây là danh sách các nhân vật từ visual novel, manga và anime CLANNAD. Nhân vật chính là Okazaki Tomoya, một nam sinh trung học người Nhật.

## Nhân vật chính

Okazaki Tomoya trong anime Clannad.

### Okazaki Tomoya
Okazaki Tomoya (岡崎 朋也 (Cương Khi Bằng Dã))
Lồng tiếng: Ito Kentaro (trong đĩa DVD đi kèm bản trò chơi PS2), Nojima Kenji (drama CD, movie), Nakamura Yuichi (anime)
Tomoya là nhân vật nam chính của series anime và game Clannad. Vì luôn luôn trễ học, trốn tiết trong giờ học và la cà suốt cả ngày nên cậu bị cả trường xem là học sinh cá biệt, người không tuân thủ mọi quy tắc và luật lệ của trường. Cậu là kiểu người luôn suy nghĩ rất sâu sắc về cuộc đời của mình, nhưng hầu như là không có động lực để thực hiện những việc mình cần làm. Tomoya một cậu học sinh trung học 17 tuổi, cậu rất bực bội với thị trấn mình đang sống vì những kỷ niệm không đẹp cậu phải trải qua khi sống tại nơi này. Cậu là bạn thời thơ ấu của Kotomi Ichinose và là bạn thân của Youhei Sunohara. Khi lên cấp 3, cậu đã bắt đầu có nhiều người bạn mới hơn, như Kyou, Ryou, Tomoyo, Fuko, và tất nhiên kể cả Nagisa.
Mặc dù có thói quen hay đùa cợt lúc giải quyết vấn đề, nhưng Tomoya rất quan tâm đến người khác và bạn bè mình, luôn luôn giúp đỡ họ mặc dù chính bản thân cậu không muốn thừa nhận. Và Tomoya cũng dường như không để ý rằng có một vài người có cảm tình với mình, hoặc vờ như không có (Như chị em nhà Fujibayashi). Đặc biệt cậu rất thích chọc ghẹo người khác, thỉnh thoảng là để cho vui, đồng thời để giúp người khác nhận ra lỗi lầm của mình.Lúc đó, Tomoya đã bắt đầu có tình cảm với Nagisa, bằng chứng là trong khoảng thời gian cô bị bệnh phải nghỉ học, Tomoya thường xuyên nhớ về cô, tỏ vẻ tức giận khi một nam sinh khác muốn chạm vào cô trong lúc cô bị thương do trúng vào quả bóng và thỉnh thoảng hay đỏ mặt khi trò chuyện cùng cô.
Tuy là học sinh cá biệt nhưng Tomoya không hề đánh nhau. Nhưng nếu buộc phải đánh nhau cậu ta cũng rất quyết liệt, có thể chịu đựng đòn đánh của đối thủ và trả đòn lại.
Trong suốt phần này, Tomoya đã biết được thế nào là không khí gia đình và bạn bè, từ đó thay đổi cách nhìn của cậu về cuộc sống này. Trong phần này, cậu cũng là bạn trai của Kyou trong một thế giới khác.
Từ sau khi mẹ cậu, Atsuko, qua đời trong một vụ tai nạn giao thông khi cậu còn nhỏ, Tomoya đã sống cùng với cha mình, Okazaki Naoyuki, người mà cậu hay gây gổ nhất. Và một trong những lần gay gổ đó, Tomoya đã bị cha mình làm bị thương ở cánh tay phải, nên từ đó cậu không nhất cũng như vươn nó qua khỏi vai được. Sau sự việc đó, mối quan hệ giữa cậu và cha mình ngày càng trở nên xa cách.
Trong tập 1, Tomoya đã gặp một cô gái tên là Nagisa Furukawa khi đang đến trường. Từ đó, cuộc sống của cậu đã trở nên thú vị hơn. Nagisa miêu tả Tomoya như một người ích kỷ và độc mồm, nhưng thật ra lại là người quan tâm, giúp đỡ người khác.
Trong phần ~Hậu Truyện~. Tomoya đã giúp rất nhiều người như Sunohara, Misae và Yukine khi họ gặp rắc rối. Tình yêu của anh dành cho Nagisa ngày một lớn mạnh cho đến khi hai người kết hôn lúc cả hai đều tốt nghiệp cấp 3, đồng thời Tomoya cũng đã tìm được công việc cho riêng mình, đó là nghề thợ điện, nhờ có sự giúp đỡ của Yusuke. Sau đó Nagisa mang thai. Trong khoảng thời gian đó, Tomoya đã chăm sóc cho Nagisa kể cả lúc cô ấy bệnh, lúc Ushio được sinh ra, Nagisa qua đời.
Từ đó Tomoya trải qua 5 năm đầy đau khổ và thất vọng, và hiếm khi gặp mặt với con gái của mình, và để Ushio cho Akiovà Sanae chăm sóc. Sau đó anh cùng Ushio đi một chuyến du lịch. Tại chuyến đi, họ đã gặp bà nội của Tomoya, và anh đã nghe được câu chuyện cha mình đã phải chịu đựng như thế nào khi mẹ anh mất. Tomoya chợt nhận ra mình cũng đang đẩy Ushio vào tình cảnh giống cha anh và anh khi xưa. Cả hai người sau đó trở về Hikarizaka và anh đã xin lỗi đồng thời giới thiệu Ushio với cha mình. Cha Tomoya đã chấp nhận lời xin lỗi ấy và nói rằng vai trò làm cha của ông ấy tới đây là kết thúc. Sau đó ông trở về với mẹ mình, Tomoya nhận được một quả cầu ánh sáng, và chỉ có Ushio là để ý thấy.
Một khoảng thời gian sau, Tomoya gặp lại người bạn cũ của mình, đó là Kyou, và đang là giáo viên bảo mẫu tại trường mẫu giáo nơi Ushio đang học. Sau đó khi nghe Kyou nói ngày hội thể thao sắp đến gần, Tomoya và Akio liền tích cực chuẩn bị luyện tập chuẩn bị cho sự kiện này. Nhưng ngay thời điểm đó, Ushio lại ngã bệnh, căn bệnh giống hệt như Nagisa đã từng trải qua, Tomoya nói rằng mình sẽ ở bên cạnh Ushio cho đến khi bệnh tình thuyên giảm. Rồi dần dần bệnh trở nên trầm trọng hơn, Tomoya cũng mất dần hy vọng. Một tháng sau, khi mùa đông tới, Ushio đã xin Tomoya cùng với cô bé đi một chuyến du lịch đến cánh đồng hoa mà họ từng đi tới đó. Tomoya vì muốn thực hiện mong muốn của Ushio nên đã đồng ý chuẩn bị đi. Tuyết bắt đầu rơi đầy, lúc họ đi được nửa đường thì Ushio ngã gục xuống, Tomoya ôm chằm lấy cô bé. Lúc này, cô bé mới thều thào nói: "Bố, con yêu bố", Ushio đã chết trong vòng tay của Tomoya, do chịu đựng nỗi đau từ việc mất cả Nagisa và Ushio, anh ngã xuống dưới bầu trời đầy tuyết rơi.
Sau sự kiện đó, cô gái ở thế giới ảo mộng đã giúp Tomoya quay trở lại quá khứ của mình, và cô gái đó chính là Ushio, còn con robot đi cùng với cô gái đó chính là một hình dạng khác của Tomoya. Tomoya vì đã có đủ tinh cầu ánh sáng nên anh đã quay lại quá khứ đúng với thời điểm mình gặp Nagisa. Do không muốn Nagisa phải chịu đựng đau khổ, cậu đã không tới nói chuyện với Nagisa và nghĩ rằng nếu không có mình, Nagisa sẽ có một cuộc sống tốt hơn và Ushio sẽ không phải chết. Tuy nhiên, bởi ý nghĩa rằng anh có thể thay đổi mọi chuyện, và cũng bởi Nagisa là toàn bộ những gì mình có. Tomoya đã quay lại, chạy đến và ôm chặt Nagisa, và phát hiện rằng Nagisa nhớ tất cả những gì mà anh đã trải qua. Tomoya trở lại ngay thời điểm Nagisa đang hạ sinh Ushio. Nhưng lần này hiện tại đã thay đổi, khi Ushio được sinh ra, Nagisa đã sống sót và tuyệt vời hơn là cô bé không còn phải chịu đựng căn bệnh giống như mẹ mình. Từ đó Tomoya sống hạnh phúc với vợ và con gái của mình.

### Furukawa Nagisa
Furukawa Nagisa (古河 渚 (Cổ Hà Chử))
Lồng tiếng bởi: Nakahara Mai
Nagisa là một trong những nhân vật nữ chính trong Clannad. Cô là con gái của Akio và Sanae. Cô xuất hiện với hai vai trò, vừa là nhân vật đóng vai trò quan trọng và vừa có tình cảm yêu thương với nhân vật chính, Tomoya Okazaki trong xuyên suốt anime và visual novel Clannad. Ngay cả phần Clannad ~Hậu Truyện~, cô cũng đóng vai trò lớn trong xuyên suốt câu chuyện, đặc biệt là khi Nagisa kết hôn cùng Okazaki và lúc hạ sinh Ushio, con gái của họ.
Giống y như tên của cô, bài hát nhạc nền của cô cũng là Nagisa. Lúc Nagisa đang học tới năm cuối cùng của mình tại trường cao trung Hikarizaka, thì cô lại bị bệnh, nó kéo dài tới 9 tháng, và sau đó cô bị buộc phải học lại năm cuối cùng của mình. Như thế có nghĩa là Nagisa lớn hơn những bạn học cùng lớp của mình một tuổi, kể cả Tomoya. Sức khỏe yếu kém đó của cô tiếp tục đóng vai trò chủ đạo như vật xúc tác trong xuyên suốt cốt truyện Clannad, và nó đã gắn liền với cô từ lúc cô còn 5 tuổi. Cô đã từng suýt chết lúc lên 5 khi ra ngoài vào trời tuyết do sự lơ là của cha mẹ mình, mặc dù cô không còn nhớ sự việc đó nữa. Chính công việc trước đây của Akio và Sanae đã ngăn trở họ có thời gian chăm sóc cho cô. Mạng sống của cô lúc đó được cứu bởi cha mình, khi Akio đến gốc cây cầu xin cho cô được khỏe mạnh trở lại. Món ăn ưa thích nhất của Nagisa là anpan, một loại bánh nhân đậu ngọt và món ốp lết từ thịt lợn.
Cô gặp Tomoya trên chỗ lên dốc trước cổng trường, và là nhân vật đầu tiên nói chuyện trong anime. Cô có một thói quen rất kỳ lạ là thường thốt lên tên món ăn mình thích khi cô có ý định ăn nó, lần đầu là món ăn ưa thích của cô, anpan. Điểm đặc biệt nữa là cô rất thích Great Dango Family (Đại gia đình Dango), một trong những phim hoạt hình cũ mà cô từng xem. Nagisa sống cùng với gia đình của mình, tại tiệm bánh Furukawa, nơi buôn bán của gia đình cô.
Trong suốt phần đầu, có thể thấy Nagisa là một người khá nhút nhát, không tự tin vào bản thân mình, cô luôn tìm kiếm sự giúp đỡ của người khác để tự giúp bản thân mình. Nagisa khát khao gia nhập câu lạc bộ kịch, tuy nhiên câu lạc bộ đó đã giải tán ở năm trước và các thành viên năm trước đã tốt nghiệp, những học sinh mới thì lại không hứng thú ở câu lạc bộ này lắm. Khi đã phát hiện ra điều đó, Nagisa và Tomoya đã cùng nhau dự định thành lập lại câu lạc bộ. Trong tập 2, Nagisa và Tomoya nhận thấy rằng mình không thể tuyển thành viên vào câu lạc bộ được vì thời hạn đã hết. Để được công nhận là một câu lạc bộ chính thức, họ cần tìm thêm ba thành viên. Người có thể cố vấn cho câu lạc bộ lúc này là Koumura, và ông nói họ nên bàn vấn đề này với câu lạc bộ hợp xướng, câu lạc bộ mà ông đã nhận làm cố vấn trước.
Những thành viên của câu lạc bộ hợp xướng bảo với Nagisa về Rie, một thành viên của câu lạc bộ, người trước đây chơi violin rất tốt, nhưng giờ không thể chơi được nữa do một tai nạn. Sau khi nghe câu chuyện kể về Rie, Nagisa từ bỏ mong muốn thành lập câu lạc bộ kịch, và nghĩ rằng câu lạc bộ hợp xướng cần ông Koumura hơn. Chính điều này đã làm một người bạn của Tomoya, Youhei Sunohara nổi giận, và cậu ta đã quyết định thách đấu với đội bóng rổ ở tập 6 để chứng minh cho câu lạc bộ hợp xướng thấy họ đã sai trong chuyện này. Và kế hoạch của cậu ta đã thành công, câu lạc bộ hợp xướng đồng ý để Komamura cùng làm cố vấn cho hai câu lạc bộ.
Sau khi Tomoya quá chán nản về bố của mình, Nagisa đề nghị Tomoya chuyển tới sống ở nhà cô cho tới khi mọi chuyện ổn thỏa, và Tomoya đồng ý. Tò mò về vở kịch mà Nagisa đang tập luyện, mà nhìn tương tự giống thế giới ảo mộng mà cậu nằm mơ thấy, Tomoya tìm kiếm thêm thông tin về câu chuyện đó, điều này giúp cậu hiểu thêm về căn bệnh của Nagisa. Nagisa khi tình cờ biết được quá khứ của mình, cảm thấy hối hận về việc vì mình mà cha mẹ mình từ bỏ giấc mơ đang theo đuổi. Trong tập 22, Nagisa bắt đầu khóc khi bước lên sân khấu. Tuy nhiên từ phía xa sân khấu, Akio đã hét to và nói với cô ấy rằng đó không phải lỗi của cô và khích lệ cô tiếp tục theo đuổi giấc mơ của mình. Sanae cũng từ chỗ khán giả khích lệ theo Akio, giúp Nagisa hoàn thành vai diễn.
Ngày hôm sau, Tomoya đã tỏ tình với Nagisa, cô chấp nhận, và từ đó họ bắt đầu mối quan hệ như một cặp tình nhân.
Sau những ngày vui vẻ cùng bạn thân ở trường học và gia đình, Nagisa lại mắc bệnh một lần nữa, và bị buộc phải học lại năm cuối của mình lần thứ ba. Cô cố thành lập câu lạc bộ kịch trở lại, nhưng không thành công, và một phần cũng do không nhận được sự khích lệ của Tomoya như năm trước lúc cậu ta còn là học sinh. Tuy vậy, Nagisa vẫn tiếp tục cố gắng đi học hằng ngày và cố gắng tìm kiếm niềm vui cho riêng mình. Khi Tomoya rời tiệm bánh nhà cô và tới căn hộ của mình, Nagisa tới nhà Tomoya hằng ngày và nấu ăn cho cậu. Cô còn khuyến khích Tomoya cố gắng làm việc và đừng để chuyện của cô gây cản trở, như trong tập 11, khi cô đợi Tomoya ở lễ hội trường hơn 1 tiếng đồng hồ.
Khi mùa đông tới, Nagisa lại mắc bệnh một lần nữa, mặc dù lần này nó không nghiêm trọng đủ để khiến cô phải học lại lần nữa. Vì căn bệnh này mà Nagisa đã không thể có mặt tại buổi lễ tốt nghiệp, Tomoya liền tổ chức ra một buổi lễ tốt nghiệp tượng trưng trong tập 13. Sau đó, cô và Tomoya kết hôn cùng nhau. Cùng với Rie, Nagisa bắt đầu công việc nữ hầu bàn tại quán ăn gia đình Ernesto Host. Nagisa bắt đầu mang thai từ tập 14, và Tomoya cùng Nagisa quyết định đặt tên cho con của họ là Ushio. Trong tập 16, Nagisa bước vào giai đoạn cuối của thời kỳ mang thai, một lần nữa cô lại mắc bệnh đúng thời điểm đó. Tuy nhiên, cô cố chịu đựng, và đã hạ sinh thành công Ushio, nhưng ngay sau đó, Nagisa qua đời sau khi Ushio được sinh ra. Về sau Ushio cũng sẽ chịu chung số phận như cô, chết vì một căn bệnh bí ẩn vài năm sau đó.
Cả Nagisa và Ushio sau đó đều được hồi sinh, khi những điều ước cầu mong sự thần kỳ của Tomoya quay ngược thời gian và trở về quá khứ. Cho dù Tomoya cố gắng tránh gặp mặt Nagisa ngay lần gặp đầu tiên, nhằm mục đích để thay đổi số phận của họ, nhưng Tomoya nhận ra mình không thể bỏ Nagisa được. Bằng việc gọi cô ấy trở lại, cậu đã chứng tỏ mình không hề hối tiếc khi gặp Nagisa. Sau đó thì Nagisa hạ sinh Ushio thành công, cả hai đều an toàn và sống hạnh phúc cùng nhau.

### Fujibayashi Kyō
Fujibayashi Kyō (藤林 杏 (Đằng Lâm Hạnh))
Lồng tiếng bởi: Hirohashi Ryō

Kyo là một cô gái có tính cách khá mạnh mẽ, độc miệng và nấu ăn rất ngon. Cô là chị của người em gái song sinh của mình Ryou. Có thể phân biệt Kyou và Ryou qua màu mắt, màu mắt của Kyou là màu tím trong khi của Ryou là màu xanh. Tóc của Kyou cũng dài hơn, dây buộc tóc của Kyou thì ở bên phải, còn Ryou thì ở bên trái. Cô từng là lớp trưởng của Tomoya lúc cả còn học chung ở năm hai, và đã hình thành một tình bạn khá vững chắc dù sau đó năm ba cả hai học khác lớp. Kyou là lớp trưởng lớp 3D trong phần Clannad. Cô cũng có nuôi một con heo rừng con và đặt tên cho nó là Botan. Và đặc biệt hơn, Kyou còn sở hữu một chiếc xe tay ga, điều mà chỉ có Tomoya, Nagisa, và em gáicủa cô biết. Mỗi khi bực tức một ai, Kyou ném một cuốn từ điển về phía người đó, đặc biệt là Youhei Sunohara. Sức mạnh của Kyou cũng rất kinh khủng, đến mức Tomoya so sánh nó với cú đá của Tomoyo. Trong anime, cuốn từ điển cô ném có thể tạo nên một vết nứt lớn trên tường. Bài hát nhạc nền của cô là That's Like the Wind.
Theo như trong Visual Novel, mắt của Kyou bị cận 1.5 độ.
Kyou rất thương yêu và bảo vệ em gái của mình, Ryou, có thể thấy xuyên suốt trong loạt phim, đặc biệt là lần đầu tiên Kyou ném cuốn từ điển về phía Tomoya vì nghĩ rằng cậu đang bắt nạt em gái mình. Kyou cũng biết em gái mình có tình cảm đặc biệt với Tomoya từ lúc bắt đầu năm hai, vì thế cô cố gắng tạo nhiều khoảng thời gian thuận lợi để Tomoya gần gũi với em gái mình, đồng thời tách Tomoya ra khỏi những người cô cho là có thể là đối thủ của em gái mình (như Kotomi và Nagisa). Kyou cũng đã giúp Kotomi trong buổi sinh nhật và đồng thời cả Nagisa trong việc thành lập câu lạc bộ kịch. Tuy nhiên, trong lúc cố gắng giúp Tomoya và Ryou thành một cặp thì chính cô cũng không ngờ rằng mình đã yêu Tomoya. Điều này đã được chứng tỏ khi Kyou nhìn Tomoya và Nagisa. Sau khi Nagisa bị thương bởi một trái bóng tennis lúc Tomoyo thi đấu, Tomoya đã giúp cô đến phòng y tế, Kyou lúc này mới nhìn Ryou như muốn nói lời xin lỗi vì đã không thể giúp được em mình, nhưng Ryou liền nói "Onee-chan...Em xin lỗi..." Kyou sau đó nhìn cô tỏ vẻ bất ngờ và nói "Em-em đang n-nói--" Kyou dừng lại và chợt nhận ra nước mắt mình đã tuôn trào. Cô cố gắng không khóc nhưng sau đó đã không kìm được cảm xúc. Hai chị em ôm nhau và khóc vì họ nhận ra rằng Tomoya đã yêu Nagisa.
Kyou cũng là một thành viên của câu lạc bộ kịch, dù cô chỉ gia nhập sao cho đủ số lượng thành viên quy định mà mỗi câu lạc bộ tối thiểu phải có. Cô cũng là một vận động viên và không thích Tomoyo lắm, người mà cô cho là đối thủ cản trở chuyện của cô và Tomoya. Kyou cũng rất nổi tiếng trong trường và được những học sinh năm thứ nhất và thứ hai biết đến.
Kyou xuất hiện trong phần này như một nhân vật phụ trong hầu hết xuyên suốt phần Clannad ~Hậu Truyện~. Cô chơi bóng chày ngay tập mở màn của phần hai và tham dự lễ tốt nghiệp tượng trưng của Nagisa. Một khoảng thời gian sau, cô cùng nhóm bạn đi thăm Tomoya ngay lúc Nagisa đang mang thai. Sau đó, Kyou trở thành giáo viên và làm việc tại một trường mẫu giáo, trùng hợp thay, cô lại là giáo viên chủ nhiệm của Ushio. Theo như Tomoya, tính cách của cô không hề thay đổi, nhưng Ushio lại nói rằng Kyou là một cô giáo dễ mến.

### Tại một thế giới khác: Chương về Kyou
Tại một thế giới khác: Chương về Kyou
Đây là câu chuyện nằm ngoài hai phần chính, nói về lúc Kyou đang cố gắng tạo điều kiện cho Tomoya và Ryou gần nhau hơn. Tuy nhiên, sau khi rộ lên tin đồn trong trường Tomoya là kẻ bắt cá hai tay với cả Kyou và Ryou, Kyou bắt đầu tránh mặt Tomoya, còn Ryou thì tỏ ra chán nản. Youhei cũng phát hiện ra là Kyou có tình cảm với Tomoya, và khuyên Tomoya nên quyết định dứt khoát nếu không sẽ còn nhiều chuyện hiểu lầm xảy ra. Sau nhiều băn khoăn, cuối cùng Tomoya quyết định chia tay Ryou và thổ lộ tình cảm của mình với Kyou, đáp lại Kyou cũng thổ lộ tình cảm của mình dành cho Tomoya...

### Ichinose Kotomi
Ichinose Kotomi (一ノ瀬 ことみ (Nhất Lại Kotomi))
Lồng tiếng bởi: Noto Mamiko

### Sakagami Tomoyo
Sakagami Tomoyo (坂上 智代 (Phản Thượng Trí Đại))
Lồng tiếng bởi: Kuwashima Hoko

### Ibuki Fūko
Ibuki Fūko (伊吹 風子 (Y Xuý Phong Tử))
Lồng tiếng bởi: Nonaka Ai

## Nhân vật phụ

### Miyazawa Yukine
Miyazawa Yukine (宮沢 有紀寧 (Cung Trạch Hữu Kỉ Ninh))
Lồng tiếng bởi: Enomoto Atsuko

### Fujibayashi Ryō
Fujibayashi Ryō (藤林 椋 (Đằng Lâm ?))
Lồng tiếng bởi: Kanda Akemi

### Sagara Misae
Sagara Misae (相楽 美佐枝 (Tương Lạc Mĩ Tá Chi))
Lồng tiếng bởi: Yukino Satsuki

### Ibuki Kōko
Ibuki Kōko (伊吹 公子 (Y Xuý Công Tử))
Lồng tiếng bởi: Minaguchi Yūko

### Sunohara Yōhei
Sunohara Yōhei (春原 陽平 (Xuân Nguyên Dương Bình))
Lồng tiếng bởi: Sakaguchi Daisuke

### Sunohara Mei
Sunohara Mei (春原 芽衣 (Xuân Nguyên Nha Y))
Lồng tiếng bởi: Tamura Yukari

### Furukawa Akio
Furukawa Akio (古河 秋生 (Cổ Hà Thu Sinh))
Lồng tiếng bởi: Okiayu Ryotaro

### Furukawa Sanae
Furukawa Sanae (古河 早苗 (Cổ Hà Tảo Miêu))
Lồng tiếng bởi: Inoue Kikuko
Với ngoại hình rất trẻ trung, xinh đẹp, Sanae thường bị nhầm là "chị gái" của Nagisa. Sanae cũng là một người mẹ bình thường như bao người mẹ khác, cũng có nhiều khuyết điểm. Nhưng tình yêu thương của cô dành cho con của mình là trọn vẹn. Bình thường, Sanae khá trẻ con và hay khóc, nhất là khi bắt gặp cảnh Akio chê bánh mì của mình, sau đó là cảnh hai vợ chồng đuổi nhau khắp xóm – một cảnh khá quen thuộc trong suốt những tập phim. Nhưng khi cần Sanae lại rất nghiêm túc và đáng tin cậy. Cô từng là một giáo viên trung học nhưng do Nagisa thể trạng rất yếu và vợ chồng cô không có nhiều thời gian để chăm sóc cho con, Sanae đã từ bỏ việc dạy học và cùng chồng quản lí tiệm bánh mì tại nhà. Không chỉ làm tròn trách nhiệm và nghĩa vụ của một người mẹ, Sanae còn rất quan tâm, hiểu rõ cõi lòng Nagisa, chia sẻ buồn vui cùng con gái như một người bạn thân vậy. Sanae là người phụ nữ có tầm ảnh hưởng lớn đối với Nagisa. Bằng ý chí vững vàng và tinh thần tự lập cao, Sanae đã thay đổi cuộc đời người con gái yếu đuối Nagisa của mình.

### Kōmura Toshio
Kōmura Toshio (幸村 俊夫 (Hạnh Thôn Tuấn Phu))
Lồng tiếng bởi: Aono Takeshi

### Yoshino Yūsuke
Yoshino Yūsuke (芳野 祐介 (Phương Dã Hữu Giới))
Lồng tiếng bởi: Midorikawa Hikaru

### Hiiragi Kappei
Hiiragi Kappei (柊 勝平 (Chung Thắng Bình))
Lồng tiếng bởi: Shiraishi Ryōko

### Okazaki Naoyuki
Okazaki Naoyuki (岡崎 直幸 (Cương Khi Trực Hạnh))
Lồng tiếng bởi: Naka Hiroshi

### Okazaki Shino
Okazaki Shino (岡崎 史乃 (Cương Khi Sử Ái))
Lồng tiếng bởi: Asō Miyoko

### Okazaki Ushio
Okazaki Ushio (岡崎 汐 (Cương Khi Tịch))
Lồng tiếng bởi: Korogi Satomi

### Cô gái từ Thế giới ảo
Girl in the Illusionary World (謎の少女, Nazo no Shōjo)
Lồng tiếng bởi: Kawakami Tomoko

### Garbage doll
Junk robot (ガラクタの人形 Garakuta no Ningyō)
Lồng tiếng bởi: Yajima Akiko

## Nhân vật khác
Nishina Rie (仁科りえ (Nhân Khoa Rie))
Lồng tiếng: Tatsumi Chisako (game), Aizawa Mai (drama CD, anime)
Sugisaka (杉坂 (Sam Phản))
Lồng tiếng bởi: Bandō Ai
Yū (勇 (Dũng))
Lồng tiếng: Fukui Miki (game), Azuma Sakamoto (anime)
Isogai (磯貝 (Ki Bối))
Lồng tiếng bởi: Oda Fumi
Nam sinh trong Tomoyo's path
Lồng tiếng bởi: Fukuyama Jun
Sakagami Takafumi (坂上 鷹文 (Phản Thượng Ưng Văn))
Lồng tiếng bởi: Fujimura Ayumi (drama CD)
Quý ông trong Kotomi's path
Lồng tiếng bởi: Aoyama Yutaka
Okazaki Atsuko (岡崎 敦子 (Cương Khi Điêu Tử))
Miyazawa Kazuto (宮沢 和人 (Cung Trạch Hoà Nhân))
Shima Katsuki (志麻 賀津紀 (Chí Ma Hạ Tân Kỉ))
Lồng tiếng bởi: Romi Park
Igarashi (五十嵐 (Ngũ Thập Lam))
Lồng tiếng bởi: Kaneko Hidehiko
Mitsui (三井 (Tam Tỉnh))
Lồng tiếng bởi: Saiki Miho
Button (ボタン)
Lồng tiếng bởi: Kawana Machiko